# Euphorbia aeruginosa
Euphorbia aeruginosa ist eine Pflanzenart aus der Gattung Wolfsmilch (Euphorbia) in der Familie der Wolfsmilchgewächse (Euphorbiaceae).

## Beschreibung
Die sukkulente Euphorbia aeruginosa ist ein maximal 15 cm hoher Zwergstrauch mit unterirdischem Hauptspross, der in eine verdickte Wurzel übergeht. Sie ist im basalen Bereich zahlreich verzweigt, zur Spitze hin finden sich jedoch auch einzelne Verzweigungen. Die aufrechten Zweige durchmessen 5–9 mm und sind im Querschnitt schwach vierkantig. Ihre Oberfläche ist hell- bis blaugrün und undeutlich segmentiert. Die Zweige können gelegentlich spiralig gedreht oder seitenkonkav sein. Die kupferfarbenen Dornenschilder werden 5 bis 7 mm lang und 3 mm breit. Die haselnussbraunen Dornen sind paarig, aber nicht verschmolzen. 20 mm über den Dornen sitzen rudimentäre, kurzlebige Blätter.
Die ungestielten gelben Cyathien finden sich in Gruppen zu drei an den Zweigenden. Sie durchmessen etwa 3 Millimeter und enthalten ein Nektarium.
Die Früchte sind etwa 3 Millimeter durchmessende Kapselfrüchte mit stumpfen Lappen. Die Samen sind warzig.
Euphorbia aeruginosa tritt in unterschiedlichen Größen und Formen auf. Es sind auch Übergangsformen zu den nahe verwandten Arten  Euphorbia schinzii und Euphorbia louwii bekannt.

## Verbreitung und Systematik
Euphorbia aeruginosa ist in der Provinz Transvaal der Republik Südafrika endemisch. Dort wächst sie in Felsspalten und auf tiefgründigen, sandigen Böden.
Die Erstbeschreibung der Art erfolgte 1935 durch Herold Georg Wilhelm Johannes Schweickerdt.